# Museo Storico della Motorizzazione Militare
Das Museo Storico della Motorizzazione Militare ist ein italienisches Militärmuseum in Rom. Es ist auf Militärfahrzeuge des italienischen Heeres spezialisiert und dokumentiert dessen Motorisierung im 20. Jahrhundert. Das Museum befindet sich in einem großen Militärstützpunkt in Cecchignola im Süden der italienischen Hauptstadt.

## Ausstellung
Das Museum umfasst sechs Ausstellungshallen und ein Außengelände mit rund 50.000 Quadratmetern Ausstellungsfläche. Während die Hallen in den letzten Jahren schrittweise renoviert wurden, harrt der Außenbereich weiterhin einer Neuordnung. Ausgestellt werden rund 300 militärisch und auch zivil genutzte Lastkraftwagen und Automobile, etwa 60 Motorräder und 60 Panzerfahrzeuge verschiedener Art. Hinzu kommen einige Propellerflugzeuge und Hubschrauber, die im Dienst des Heeres standen. In der Arturo-Mercanti-Halle befindet sich die Museumsleitung, eine Fachbibliothek und ein Archiv.
Unter den Oldtimern sind etliche Fiat-Modelle bis 1945, darunter Lastkraftwagen der Typen Fiat 15 und 18 aus der Zeit des Ersten Weltkriegs, sowie Modelle der Typen Alfa Romeo 6C 1750, Lancia Aprilia und Alfa Romeo Matta, mit denen sich das Militär in den letzten Jahren an der Neuauflage der Mille Miglia beteiligt hat. Für die Zeit des Kalten Krieges steht unter anderem der in Italien damals weit verbreitete Fiat Campagnola. Ein besonderes Exponat ist die Rekonstruktion des 1769 von Nicholas Cugnot gebauten Dampfwagens, der als Transportmittel für die Artillerie dienen sollte.
Panzerfahrzeuge sind vorwiegend auf dem Außengelände ausgestellt. Aus der Zeit des Faschismus stammen die Spähpanzer Lancia IZ, Autoblindo AB41 und Lancia Ansaldo Lince, die Tankette L3/35, der italienische Standardkampfpanzer des Zweiten Weltkriegs M13/40 und seine verbesserten Varianten M14/41 und M15/42, der schwerere P26/40 und das Sturmgeschütz Semovente 75/18.
Die Geschichte des Wiederaufbaus nach dem Krieg dokumentieren Panzer der Typen M4 Sherman, M24 Chaffee, M26 Pershing, M36 Jackson, M47 Patton und M60, die Panzerhaubitzen M7 Priest, M44 und M55, sowie die Bergepanzer M32 und M74. Es sind auch einige modernere Fahrzeuge vorhanden, darunter die Prototypen der Radpanzer Centauro und Puma.
Von Bedeutung ist in diesem Zusammenhang das kleine Panzermuseum, welches dem Infanteriemuseum in Rom angegliedert ist. Über eine mögliche Zusammenführung der Bestände ist noch nicht entschieden worden. Auch im Kavalleriemuseum im norditalienischen Pinerolo sind einige Panzer ausgestellt.

## Öffnungszeiten
In der Città militare della Cecchignola befinden sich verschiedene Heereskommandos, Truppenschulen und auch das NATO Defence College. Wegen des militärischen Betriebs kann das Museum in der Regel nur an Samstagen von 9 bis 12 Uhr besucht werden. Besuche an Werktagen bedürfen einer telefonischen Voranmeldung. Die nächstgelegene Metro-Station ist Laurentina (Linea B).